# Escape Artists Never Die
Escape Artists Never Die è un singolo dei Funeral for a Friend, pubblicato il 2 febbraio 2004 come terza canzone estratta da Casually Dressed & Deep in Conversation, primo album della band, uscito l'anno precedente. Ha raggiunto la 19ª posizione nella Official Singles Chart, così come il primo singolo Juneau. Originariamente inclusa nell'EP Four Ways to Scream Your Name e Seven Ways to Scream Your Name, la canzone figura anche in Spilling Blood in 8 mm (2004),  in Final Hours at Hammersmith (2006), in Your History Is Mine: 2002-2009 (2009), in Casually Dressed & Deep in Conversation: Live and in Full at Shepherds Bush Empire (2012) e nel Live from the Roundhouse (2013).

## Critica
La canzone è stata particolarmente apprezzata per il sound melodico e catchy, ed anche la scelta di inserire You Want Romance? come b-side è stata elogiata perché la canzone, anch'essa ben riuscita, mostra un altro lato, più aggressivo e screamo, della band. La canzone è stata descritta come essenzialmente emo, ma con qualche elemento che ricorda il metalcore, specialmente nei riff di chitarra.

## Video
Il video inquadra la band che esegue la canzone su di un piccolo palco, ai piedi del quale una coppia di ballerini vestiti in stile anni '40 del Novecento si produce in un allegro e vivace ballo rétro completamente estraneo al sound e al mood della canzone. Il ballerino è l'inglese Craig Scott.

## Tracce
CD
1. Escape Artists Never Die – 3:40
2. You Want Romance? – 2:50
3. 10 Scene Points to the Winner – 2:36
4. You Want Romance? (Video) – 2:50
5. Escape Artists Never Die (Video) – 3:40

DVD
1. Escape Artists Never Die – 3:40
2. Escape Artists Never Die (Video) – 3:40
3. Moments Forever Faded (Video live) – 4:32
4. Rookie of the Year (Video live) – 2:00

Vinile
1. Escape Artists Never Die – 3:40
2. You Want Romance? – 2:50

## Artwork
La copertina del singolo mostra di nuovo i volti mascherati che compaiono anche su quella dell'album; stavolta troviamo la figura maschile in primo piano di fronte ad uno specchio su un piedistallo, in cui compare la figura femminile. I due sono sul bagnasciuga di una spiaggia in una stagione invernale o d'autunno; l'immagine è l'istantanea di una scena del video per You Want Romance?.

## Formazione

### Band
- Matthew Davies-Kreye - voce
- Kris Coombs-Roberts - chitarra
- Darran Smith - chitarra
- Ryan Richards - batteria
- Gareth Davies - basso

### Altro personale
- Colin Richardson - produzione, mixaggio e ingegneria
- Matt Hyde - ingegneria
- Will Bartle - ingegneria
- Richard Woodcraft - ingegneria
- Howie Weinberg - Masterizzazione presso Masterdisc